# Þórarinn Ingi Valdimarsson
Þórarinn Ingi Valdimarsson (23 aprile 1990) è un calciatore islandese, centrocampista dello Stjarnan.

## Carriera

### Club
originario della piccola Vestmannaeyjar svolge nella squadra della sua città, l'ÍBV, sia la trafila giovanile che l'ingresso nei campionati maggiori islandesi. Il 18 gennaio 2013, passa in prestito ai norvegesi del Sarpsborg 08.

### Nazionale
Ha effettuato la trafila nelle Nazionali giovanili del suo paese, con l'Under-21 parteciperà all'europeo di categoria del 2011 dopo aver preso parte alle qualificazioni della stessa. Ha fatto anche parte della prima nazionale di calcio a cinque del suo paese.

## Palmarès

### Club

#### Competizioni nazionali
- Campionato islandese: 2

Hafnarfjörður: 2015, 2016